# 加藤まり子
加藤まり子（かとう まりこ、1977年5月30日 - ）は、北海道・伊達市出身の女性チェンバロ、ピアノ奏者。

## リリースCD
- ミハウ・クレオファス・オギンスキ -『チェンバロ作品集』　2005年12月、クラクフ[1]